# Кајао (Мисури)
Кајао (енгл. Callao) град је у америчкој савезној држави Мисури.

## Демографија
По попису из 2010. године број становника је 292, што је 1 (0,3%) становника више него 2000. године.
| Група             | 2000.       | 2010.       |
| Белци             | 289 (99,3%) | 278 (95,2%) |
| Афроамериканци    | 0 (0,0%)    | 3 (1,0%)    |
| Азијати           | 0 (0,0%)    | 0 (0,0%)    |
| Хиспаноамериканци | 0 (0,0%)    | 4 (1,4%)    |
| Укупно            | 291         | 292         |